# Thales Group
Tập đoàn Thales (tiếng Pháp: [talɛs]) là một công ty đa quốc gia của Pháp, thiết kế và xây dựng hệ thống điện tử và cung cấp dịch vụ cho thị trường hàng không vũ trụ, quốc phòng, vận tải và an ninh. Trụ sở chính của tập đoàn đặt tại La Défense (khu kinh doanh trung tâm của Paris), và cổ phiếu của tập đoàn đang được giao dịch trên sàn Euronext Paris.
Công ty đổi tên thành Thales (đặt theo tên triết gia người Hy Lạp Thales, phát âm là [talɛs], tương ứng với cách phát âm của từ này trong tiếng Pháp) từ Thomson-CSF vào tháng 12 năm 2000, chỉ một thời gian ngắn sau thương vụ mua lại Racal Electronics plc, một tập đoàn cung cấp thiết bị điện tử quốc phòng.
Tập đoàn Thales được Chính phủ Pháp sở hữu một phần và hoạt động tại hơn 56 quốc gia. Tập đoàn có 64.000 nhân viên và tạo ra doanh thu 14,9 tỷ Euro trong năm 2016. Thales cũng là nhà thầu quốc phòng lớn thứ 10 trên thế giới và có 55% doanh thu đến từ doanh số bán các thiết bị quân sự.
CEO của Tập đoàn Thales là Patrice Caine kể từ tháng 12 năm 2014.

## Lịch sử
Tiền thân của Thales, Thomson-CSF, vốn phát triển từ Compagnie Française Thomson-Houston (CFTH), được thành lập vào năm 1893. Tuy nhiên, bản thân Thomson-CSF ra đời vào năm 1968, khi Thomson-Brandt (sau đổi tên thành CFTH) sáp nhập mảng thiết bị điện tử của công ty với mảng thiết bị điện tử của Compagnie Générale de Télégraphie Sans Fil (CSF).
Thales thành lập một liên doanh với Raytheon vào tháng 6 năm 2001 để kết hợp bộ phận hệ thống ra đa và thông tin liên lạc với nhau. Liên doanh này được đặt tên là ThalesRaytheonSystems và mỗi công ty mẹ sở hữu 50% liên doanh. Mối quan hệ liên doanh được tái cấu trúc vào năm 2016 để chuyển sự tập trung độc quyền vào các cơ quan của NATO và các quốc gia thành viên NATO.
Vào năm 2002, Thales thành lập công ty liên doanh Armaris với tập đoàn đóng tàu DCN để cung cấp một dịch vụ đóng tàu hoàn toàn "từ chi tiết nhỏ nhất".
Vào năm 2002, Thales Broadcast Multimedia, một công ty con trước đây của Thales, cung cấp cho Trung Quốc các thiết bị phát sóng ngắn tiêu chuẩn được thiết kế để phát thanh cho cộng đồng. Mặc dù mục đích của hợp đồng không phải là gây nhiễu các trạm phát thanh nước ngoài truyền tín hiệu vào Trung Quốc, nhưng có vẻ như đây là mục đích sử dụng chính của ăng ten ALLISS hiện nay.
Vào năm 2003, Thales Anh quốc giành quyền thiết kế Tàu sân bay tương lai của Hải quân Hoàng gia Anh (CVF) và công ty cũng tham gia vào một công ty đồng minh, cùng với công ty BAE Systems và Bộ Quốc phòng Anh.
Vào năm 2006, Thales mua lại Australian Defence Industries, một công ty lớn chuyên sản xuất thiết bị quân sự như thuốc súng không khói và Bushmaster IMV.
Vào năm 2008, Thales mua lại nhà cung cấp Thiết bị bảo mật phần cứng nCipher của Anh.
Vào năm 2016, Thales mua lại Vormetric, một công ty bảo mật dữ liệu, với giá 400 triệu USD.
Vào năm 2017, Thales mua lại Guavas và trả giá 4,76 tỷ EUR cho công ty bảo mật dữ liệu số Gemalto.

### Thương vụ Alcatel
Vào tháng 4 năm 2006, Thales thông báo rằng công ty sẽ mua lại mảng kinh doanh ngoài không gian của Alcatel (67% của Alcatel Alenia Space và 33% của Telespazio) và bộ phận Giải pháp truyền tín hiệu đường sắt của Alcatel trong một thương vụ giúp tăng tỷ lệ sở hữu Alcatel của Thales lên 21,66 phần trăm. Cũng trong thương vụ này, chính phủ Pháp sẽ giảm tỷ lệ sở hữu Thales từ 31,3% xuống 27,1%. Thương vụ này cũng bao gồm các hoạt động Tích hợp hệ thống (những hoạt động không dành riêng cho các nhà khai thác viễn thông và chủ yếu bao gồm lĩnh vực giao thông và năng lượng). Vào tháng 12 năm 2008, Alcatel đồng ý bán 20,8% cổ phần trong tập đoàn kỹ thuật Pháp Thales SA cho Dassault Aviation SA với giá 1,57 tỷ EUR (2,27 tỷ USD).
Vào ngày 31 tháng 12 năm 2014, Tập đoàn Thales được Chính phủ Pháp sở hữu 26,4%, Dassault Aviation sở hữu 25,3% và 48,3% thuộc sở hữu khác, bao gồm 2% tỷ lệ sở hữu của nhân viên.

## Hoạt động
Tập đoàn Thales cung cấp trang thiết bị điện tử được Lực lượng vũ trang Pháp sử dụng kể từ khi còn là Thomson-CSF, bao gồm Mũ bảo vệ SPECTRA cho quân đội và lực lượng cảnh binh. Thales đã hợp tác với Dassault Aviation trong dự án Rafale và góp phần tạo ra hệ thống hỗ trợ phòng thủ SPECTRA. Thales thường hợp tác với DCNS và thiết kế thiết bị điện tử được dùng cho các tàu Pháp, và tập đoàn này cũng tham gia vào việc việc xây dựng cả hai chương trình Horizon và FREMM.
Thales cũng có liên quan đến Eurosam vì Thomson-CSF là đơn vị thành lập hiệp hội, cùng với Aérospatiale và Alenia Aeronautica. Vào tháng 2 năm 2004, Thales thắng gói thầu thiết kế một hệ thống kiểm soát và điều khiển mới cho Hải quân Pháp, hệ thống SIC 21, được dùng trên tàu sân bay Charles de Gaulle, cũng như nhiều tàu thuyền và địa điểm trên bờ.
Ngoài ra, Thales còn là đơn vị thiết kế chính cho dự án đã được lên kế hoạch Tàu sân bay Pháp PA2. Dự án này bị hủy bỏ vào năm 2013.
Thales hiện cũng nghiên cứu về công nghệ chụp ảnh X-ray, tài chính, năng lượng và vận hành vệ tinh thương mại.
Đến năm 2012, công ty chủ yếu bao gồm năm mảng: Quốc phòng, An ninh, Không gian, Hàng không vũ trụ và Giao thông đường bộ.
Các dự án được EU hỗ trợ mà Thales tham gia là:
- Galileo – hệ thống thiết lập GNSS, như GPS/Glonass/Compass/Beidou của châu Âu.[15]
- SESAR – cả với vai trò nhà sản xuất thiết bị hàng không và nhà cung cấp hệ thống ATM.[16]

### Quốc phòng
Công ty đã giành quyền thiết kế Tàu sân bay tương lai (CVF) dành cho Hải quân Hoàng gia. Đây là một phần của hiệp hội AirTanker, đơn vị thắng gói thầu dự án Máy bay chiến thuật tương lai hạng nặng của RAF. Thales Anh quốc thắng gói thầu thiết kế chương trình Máy bay không người lái Watchkeeper của Lục quân Anh. Thales cũng sản xuất hệ thống vũ khí điều khiển từ xa SWARM. Mô phỏng của Thales bao gồm các thiết bị chuyển động hoàn chỉnh cũng như tấm nền phẳng và các trang thiết bị huấn luyện khác.
Thales Air Defence sản xuất nhiều hệ thống tên lửa tầm ngắn như tên lửa đất đối không Starstreak.

### Hàng không vũ trụ
Giải pháp ATM (Quản lý giao thông đường hàng không) của Thales được quảng bá với tên gọi "TopSky", trước đó được đặt tên là "EURCat". Thales cung cấp thiết bị trên máy bay cho các nhà sản xuất máy bay dân sự, bao gồm hệ thống Fly-By-Wire, hệ thống buồng lái, máy tính dẫn đường, thiết bị truyền tín hiệu vệ tinh, hệ thống điện tử và giải trí trên máy bay.
Vào tháng 11 năm 2017, Thales mua lại nhà sản xuất ra đa Aveillant của Anh. Đây là đơn vị sản xuất công nghệ ra đa ba chiều điều khiển bằng phần mềm, có thể phát hiện những mục tiêu nhỏ như thiết bị bay không người lái.
Vào tháng 2 năm 2018, Thales thắng gói thầu trị giá 1,2 tỷ AUD (946 triệu USD) cùng với cơ quan Dịch vụ Hàng không Úc và Bộ Quốc phòng Úc để hợp nhất không gian bay quân sự và dân sự của Úc thành một hệ thống kiểm soát không lưu có tên gọi "OneSKY".

### Giao thông đường bộ
Thales tham gia rất nhiều vào ngành công nghiệp đường sắt của Anh sau khi sáp nhập với Racal và mua lại bộ phận Giải pháp truyền tín hiệu đường sắt và mảng kinh doanh vận tải của Alcatel vào năm 2006. Mục tiêu của Thales là hiện đại hóa 40 phần trăm mạng lưới Tàu điện ngầm Luân Đôn.
Tại Đan Mạch, Thales hiện sở hữu 100% "Hiệp hội Đông-Tây", đảm nhận hệ thống thẻ du lịch xuyên quốc gia (tiếng Đan Mạch: "Rejsekort").
Tại Ấn Độ vào tháng 12 năm 2014, Thales được Tập đoàn Đường sắt đô thị New Delhi (DMRC) lựa chọn để cung cấp hệ thống thu phí cùng thiết bị bán vé hoàn toàn tự động. Thales đã ký hợp đồng với Cơ quan Đường sắt đô thị Hyderabad để cung cấp dịch vụ thông tin liên lạc và hệ thống điều khiển xe lửa tự động cho dự án đường sắt đô thị tại Hyderabad kể từ năm 2017.
Vào năm 2014, công ty được thuê trang bị hệ thống bán vé và thu phí mà không cần tiếp xúc cho hệ thống giao thông công cộng của Bordeaux, Pháp, dự tính hoàn thành lắp đặt trước tháng 2 năm 2017, nhưng đã bị dời đến năm 2019 do những chậm trễ không lường trước.
Tại Singapore, Thales có liên quan đến một vụ tai nạn tàu hỏa vì sự cố không tương thích giữa giao diện của hệ thống truyền tín hiệu cũ và mới. Có 38 trường hợp bị thương nhẹ trong vụ tai nạn.
Tại Việt Nam, công ty thắng gói thầu 265 triệu EUR vào năm 2017 để cung cấp hệ thống viễn thông cho Tuyến số 3 hiện đang được thi công của tuyến đường sắt đô thị Hà Nội. Tuyến đường sắt đô thị này đã trễ tiến độ một năm và bị chỉ trích khi phải dời thời hạn đến năm 2023.

## Các hoạt động khác
Thales cũng là một nhà sản xuất lớn trong lĩnh vực hệ thống giải trí trên máy bay cho các máy bay chở khách. Đối thủ cạnh tranh chính của Thales trong lĩnh vực kinh doanh này là Tập đoàn Panasonic Avionics, Rockwell Collins và LiveTV (ban đầu thuộc sở hữu bởi JetBlue, hiện tại thuộc sở hữu bởi Thales).
Thales Navigation, một bộ phận sản xuất các thiết bị GPS, đã được bán cho tập đoàn cổ phần tư nhân Shah Capital Partners vào năm 2006 với giá 170 triệu đô và được đổi tên thành Magellan.
Thales cũng sản xuất và lắp đặt hệ thống bán vé và thông tin liên lạc cho hệ thống giao thông công cộng thông qua bộ phận bán vé và thu phí của tập đoàn. Vào tháng 11 năm 2016, Thales thông báo rằng tập đoàn sẽ bán mảng bán vé giao thông, thu phí, quản lý phí đường bộ và đỗ xe. Công ty đã thương thảo với Latour Capital có trụ sở tại Paris, nhưng cuộc thương lượng kết thúc vào năm 2017 sau khi Latour Capital thông báo rằng lĩnh vực này "không phù hợp với ưu tiên đầu tư của quỹ". Sau các cuộc trò chuyện thất bại sau đó với nhà đầu tư Trung Quốc, Thales quyết định từ bỏ dự định ban đầu.

## Thales quốc tế
Các công ty con quốc tế của Thales đã tạo ra 52% doanh thu công ty trong năm 2008, trong đó Thales Anh quốc đóng góp nhiều nhất với 13% tổng doanh thu của tập đoàn. Sự hiện diện phổ biến tại Anh (chủ yếu sau khi mua lại Racal) dẫn đến nhiều hợp đồng có giá trị cao.
Thales có văn phòng tại:
- Châu Phi: Nam Phi,[36] Ai Cập,[37] Morocco[38]
- Châu Á: Saudi Arabia, các Tiểu Vương Quốc Ả Rập Thống Nhất, Qatar, Pakistan, Ấn Độ, Trung Quốc, Hàn Quốc, Singapore, Nhật Bản, Việt Nam, Đài Loan[39]
- Châu Âu: Na Uy, Anh, Hà Lan, Đức, Bỉ, Pháp, Thụy Sĩ, Romania, Ba Lan, Ý, Tây Ban Nha, Bồ Đào Nha, Hungary
- Châu Đại Dương: Úc
- Bắc Mỹ: Canada,[40] México, Mỹ
- Nam Mỹ:[41] Brazil, Cộng hòa Dominica

## Sản phẩm
- Thiết bị bay không người lái Watchkeeper WK450
- Hệ thống kiểm soát không lưu TopSky
- Ra đa Search Master và Ocean Master
- Xe bọc thép Bushmaster
- Súng trường công kích F88 Austeyr
- Xe ôtô bọc thép Hawkei
- Goalkeeper CIWS
- Tên lửa Starstreak
- Tên lửa Crotale

## Thông tin tài chính
Cổ đông lớn nhất của Thales là Chính phủ Pháp (27,0%) và Dassault Aviation (25,9%).

## Tranh cãi

### Vi phạm nguyên tắc quản lý cho dự án Bordeaux
Mặc dù hệ thống bán vé tại Bordeaux ban đầu dự định sẽ hoàn thành vào mùa hè năm 2017, nhưng nhiều lần chậm trễ đã làm lùi ngày hoàn thành đến tận 20 tháng sau, đến năm 2019. Nhiều rắc rối liên quan đến dự án này được cho là nguyên nhân để lại tiếng xấu cho thành phố. Thị trưởng thành phố Bordeaux và cựu thủ tướng Pháp Alain Juppé cho rằng việc Thales không thể thực hiện đúng cam kết là "hành vi không thể chấp nhận được".

### Quỹ đen tập trung
Michel Josserand, cựu lãnh đạo THEC, một công ty con của Thales, và Dominique Monleau, cáo buộc Thales có một quỹ đen mà tập đoàn sử dụng để hối lộ quan chức.

### ANC
Schabir Shaik, cố vấn tài chính cho chủ tịch đảng Đại hội Dân tộc Phi Jacob Zuma, bị kết tội tổ chức hối lộ thay mặt cho Thomson-CSF.

### Ngân hàng Thế giới
Vào năm 2004, Đơn vị liêm chính của Ngân hàng Thế giới đã thêm Thales vào danh sách đen của tất cả các dự án của Ngân hàng Thế giới trong một năm vì các hành vi gian lận trong một hợp đồng cung cấp và bảo trì xe máy tại Campuchia trị giá 6,9 triệu USD.

### Chỉ thị của hải quân Đài Loan
Khoảng 1991-1993, Elf Aquitaine được sở hữu bởi Chính phủ Pháp có liên quan (cùng với các công ty & quốc gia khác) trong việc bán tàu khu trục cho Đài Loan. Vào ngày 10 tháng 6 năm 2011, Tập đoàn Thales và Chính phủ Pháp được chỉ thị phải trả 630 triệu EUR (gần một tỷ USD) tiền phạt sau khi tòa xét xử rằng các khoản hối lộ đã được trả cho chính phủ Đài Loan để thắng gói thầu hải quân lớn. Một phần (khoảng 27%) trách nhiệm được chuyển cho Tập đoàn Thales vì Thomson-CSF là tiền thân của tập đoàn này. Đến ngày nay, đây vẫn là trường hợp tham nhũng lớn nhất trong lịch sử nước Pháp.

### Cấu trúc
- Thales Air Defence Limited
- Thales Underwater Systems
- Thales Nederland
- Thales Optronics
- Thales Rail Signalling Solutions
- Thales Information System Bỉ